# Service de police du Nunavik
Le Service de police du Nunavik (SPN), anciennement Corps de police régional Kativik (CPRK), est un service de police couvrant les 14 communautés de la région Kativik, au Québec (Canada), situées au nord du 55e parallèle. Son siège social est à Kuujjuaq, mais chaque communauté a son propre poste de police.

## Mission
Selon le site Web du CPRK, sa mission est de « maintenir la paix, l'ordre et la sécurité publique dans le territoire, de prévenir le crime et les infractions aux règlements des municipalités, aux ordonnances de l'ARK et aux lois du Québec et du Canada, et d'en rechercher les auteurs ».

## Historique
C’est d’abord la Gendarmerie royale du Canada qui couvre le territoire actuellement desservi par le CPRK, de 1936 jusqu’en 1961. À cette date, la Sûreté du Québec prend le relai à la suite d’une décision du gouvernement provincial, dont la juridiction du territoire lui revient dorénavant.
En 1975 a lieu la signature de la convention de la Baie-James, qui entend mettre en collaboration avec la Sécurité du Québec des programmes de police autochtone. Par la suite, en 1995, le Corps de police régional Kativik est créé et obtiendra sa pleine autonomie en 1996.
En 2017, sur les 70 policiers que compte le corps de police, trois sont inuits et 20 % sont des femmes.

## Territoire desservi
Le Corps de police régional Kativik couvre 14 communautés : Akulivik, Aupaluk, Inukjuak, Ivujivik, Kangiqsujuaq, Kangiqsualujjuaq, Kangirsuk, Kuujjuaq, Kuujjuarapik, Puvirnituq, Quaqtaq, Salluit, Tasiujaq et Umiujaq. En 2017, la population, à 90 % inuit, compte environ 13 000 habitants, et se répartit sur plus de 500 000 km2 de superficie.
Chaque communauté dispose de son propre poste de police ; par contre, le Nunavik ne disposant pas d'établissement de détention, les incarcérés sont déplacés entre les quartiers cellulaire des postes de polices, surchargés, et l'un des vingt établissements au sud du Québec, à plus de 1 000 km du lieu de l'infraction.